# Jacques Maire

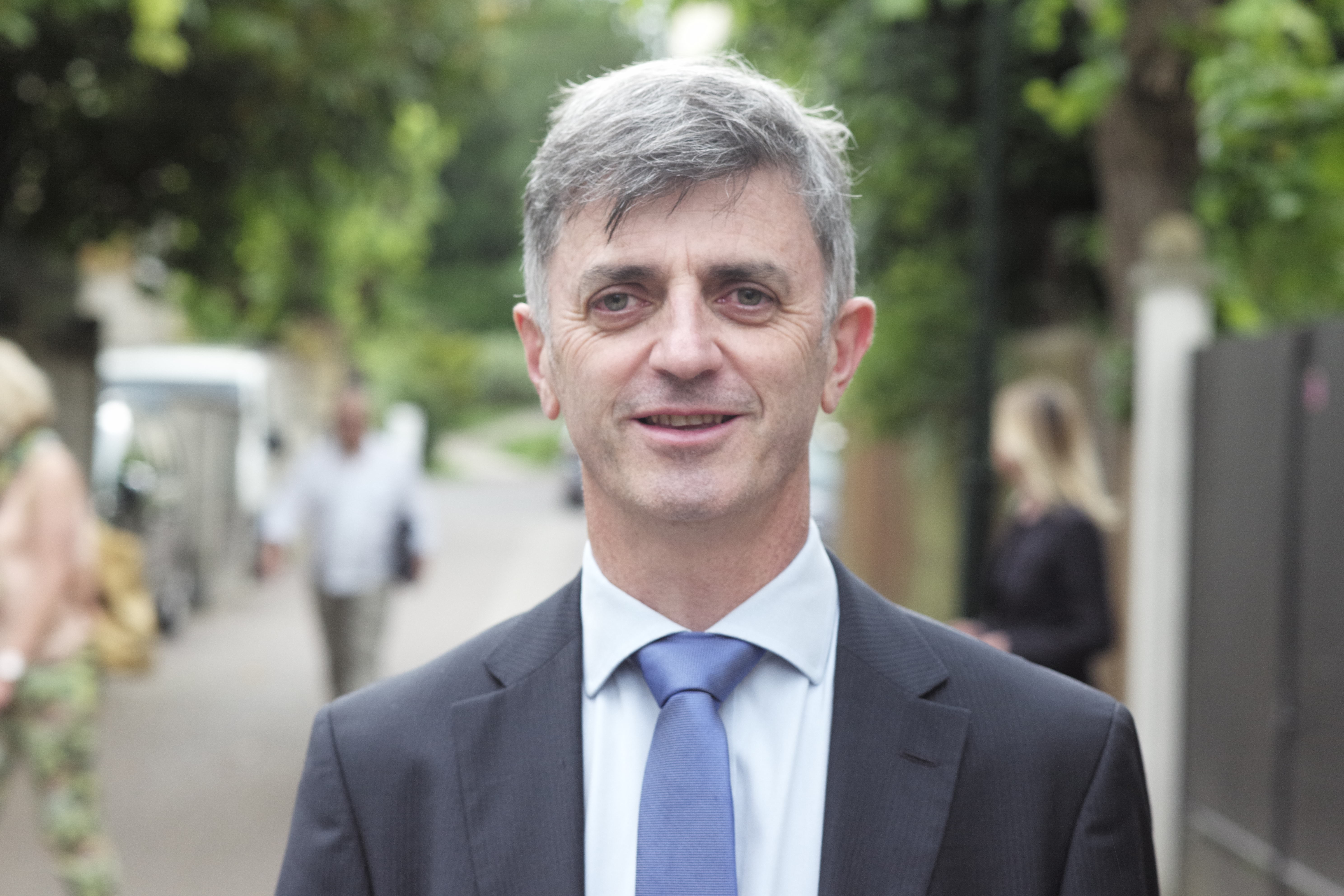
Jacques Maire (2017)

Jacques Maire (* 4. April 1962 in Enghien-les-Bains) ist ein französischer Politiker (La République En Marche!, LREM) der seit der Wahl von 2017 Abgeordneter in der Nationalversammlung für den 8. Wahlkreis des Département Hauts-de-Seine ist.

## Tätigkeit als Abgeordneter
Maire ist stellvertretender Vorsitzender des Ausschusses für Auswärtige Angelegenheiten. Er ist Mitglied der Parlamentsgruppen für die Freundschaft mit Japan und mit Australien.
Maire ist auch seit 2017 Mitglied der französischen Delegation zur Parlamentarischen Versammlung des Europarats. Er ist Mitglied im Ausschuss der Versammlung für Politische Angelegenheiten und Demokratie sowie Berichterstatter in Bezug auf Algerien.
Im September 2018 unterstützte Maire die Kandidatur von Barbara Pompili für die Präsidentschaft in der Nationalversammlung. Seit 2020 ist er neben Guillaume Gouffier-Cha, Carole Grandjean und Corinne Vignon einer der Berichterstatter der Fraktion in Bezug auf die Rentenreformpläne der Regierung.
Zusammen mit den Abgeordneten Hugues Renson und Barbara Pompili gründete Maire im Mai 2020 die Vereinigung En commun. Die Gruppierung verbleibt in der Mitte der Parlamentsfraktion von La République en Marche, ihr gehören 56 Abgeordnete an. Sie ist jedoch offen für alle Bürger und hat das Ziel, die Politik von Fraktion und Partei zu verändern.

## Abstimmungsverhalten im Parlament
Im Jul 2019 stimmte Maire für die Ratifizierung des Umfassenden Wirtschafts- und Handelsabkommens (CETA) der Europäischen Union mit Kanada.